# Cheoptics360
Cheoptics360 es un proyector holográfico desarrollado en el año 2004 por ingenieros y diseñadores daneses de viZoo y Romboll. Consiste en una estructura piramidal invertida de cuatro lados transparentes, dentro de la cual se proyecta una imagen holográfica cuyas dimensiones pueden rondar desde 1,5 hasta 30 metros. Mediante el uso de espejos y la proyección desde diferentes lados, el resultado final es una imagen que se ve en 3D desde cualquier ángulo. 

## Estructura y modelos
El aparato consiste en acero, aluminio y vidrio, utilizando una serie de reflejos para producir la imagen holográfica. Existen diferentes modelos del dispositivo; el modelo Cheoptics360 desktop cuenta con dimensiones de 43 cm x 43 cm x 32 cm, y tiene un peso de 23 kg. Asimismo, tiene un ángulo de visión de 360°. El modelo Cheoptics360 Model 150 es de mayor tamaño, con un peso de aproximadamente 350 kg.  Por último, el modelo Cheoptics360 Model 500 es el modelo de mayores dimensiones, con un peso de aproximadamente 600 kg.

## Implementación del dispositivos
El modelo Cheoptics360 Model 150 fue utilizado por Nissan al presentar uno de sus productos. Por otra parte, el dispositivo fue utilizado en el año 2015 para proyectar imágenes de los cuentos del escritor Bogotano Rafael Pombo con la intención de hacerle un homenaje y rendir tributo a sus obras.

## Dispositivos similares
El proyector Heliodisplay, a diferencia de Cheoptics360, no requiere de medios externos para proyectar imágenes, sino que modifica ligeramente el aire a su alrededor para proyectar imágenes de alrededor de 27 pulgadas. Asimismo, una de las caracteríasricas más llamativas del dispositivo es que es sensible al tacto.
El dispositivo japonés SeeLinder, de menor tamaño que Cheoptics360, utiliza una cámara giratoria que rota alrededor de un objeto, proyectando así un holograma de 360°. Fue desarrollada por Susumu Tachi y Tomohiro Endo, y el precio actual ronda los 100.000 dólares.